# تومي هولمز (صحفي)
تومي هولمز (بالإنجليزية: Tommy Holmes)‏ هو صحفي أمريكي، ولد في 5 نوفمبر 1903 في بروكلين في الولايات المتحدة، وتوفي في 25 مارس 1975.